# Christian Piper

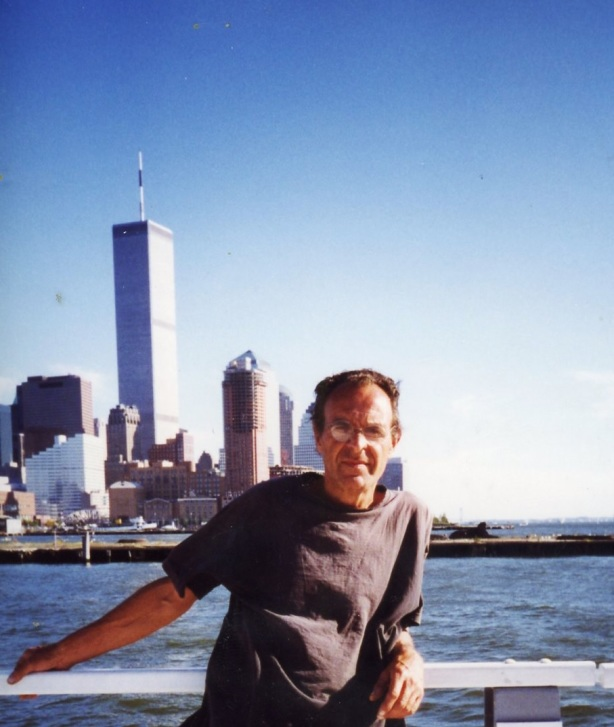
Christian Piper (ca. 1999)

Christian Piper (* 7. Dezember 1941 in Oels, Provinz Niederschlesien; † 2019 in Eisenach) war ein deutscher Künstler.

## Leben
Piper studierte an der Kunstschule in Aachen zusammen mit Bauhaus-Studenten von Paul Klee und Johannes Itten sowie an der Folkwang Hochschule Essen Werden (BA. Art 1970). In den 1970er-Jahren spezialisierte er sich auf Malerei, ging nach New York und wurde Assistent bei Milton Glaser im Push Pin Studio, das damals federführend für Grafikdesign und Illustration war. Piper arbeitete schon bald für die New York Times, den New Yorker und die Vogue, gestaltete Bücher und Plattencover, unter anderem für mehrere LP der Rolling Stones. Später wandte er sich mehr und mehr der freien Kunst zu. Es entstanden Skulpturen und verschiedene Zyklen von Zeichnungen und Gemälden. 2005 kehrte er nach Deutschland zurück, um in Berlin und Görlitz zu arbeiten und zu leben.

## Auszeichnungen
- 1971 Folkwang Förderpreis
- 1980 Gold Award Art Directors Club Chicago
- 1988 Century City Gallery, Los Angeles

## Ausstellungen
- Century City Gallery, Los Angeles
- Hall of Fame, Minnesota
- Illustrator Guild, NYC
- Meru Art Gallery, Brooklyn
- Canal Pier, NYC: public installation stone collection West Side remnants
- 1999–2004: 20 ft. Sphinx Installation with geomantic impact: head in juncture with Empire State Building to Statue of Liberty / New Jersey Tunnel in juncture to WT Center
- Manhattan Bridge Viaduct – Installation Habitat II
- Broo und Sammlungenklyn Bridge – Installation Habitat IV
- 2016: Christian Piper – Just for Now, PRIVATEOFFSPACE

## Museen
- MoMA NYC[3]
- Hall of Fame – Minnesota
- Rolling Stone Museum – San Francisco